# Arrêt des activités gouvernementales fédérales de 2018-2019 aux États-Unis
L'arrêt des activités gouvernementales fédérales des États-Unis de 2018 à 2019 réfère à l'arrêt (shutdown) des activités du gouvernement fédéral des États-Unis du 22 décembre 2018 au  25 janvier 2019. C'est le second et dernier shutdown du premier mandat du président Donald Trump. Le point de crispation principal de cet arrêt des activités gouvernementales est le conflit entre le Congrès et la Maison Blanche pour financer la construction d'un mur à la frontière mexicaine. Après plusieurs semaines de négociations et l'installation d'une nouvelle législature du Congrès (116e congrès) avec une chambre des représentants à majorité démocrate, Trump signe finalement une loi permettant un financement des administrations fédérales pour 3 semaines le 25 janvier 2019.
C'est le plus long shutdown de l'histoire du gouvernement des États-Unis depuis celui de 1995-1996 sous la présidence de Bill Clinton (21 jours). Il atteint finalement la durée de 1 mois et 3 jours.